# Giustiniano Particiaco

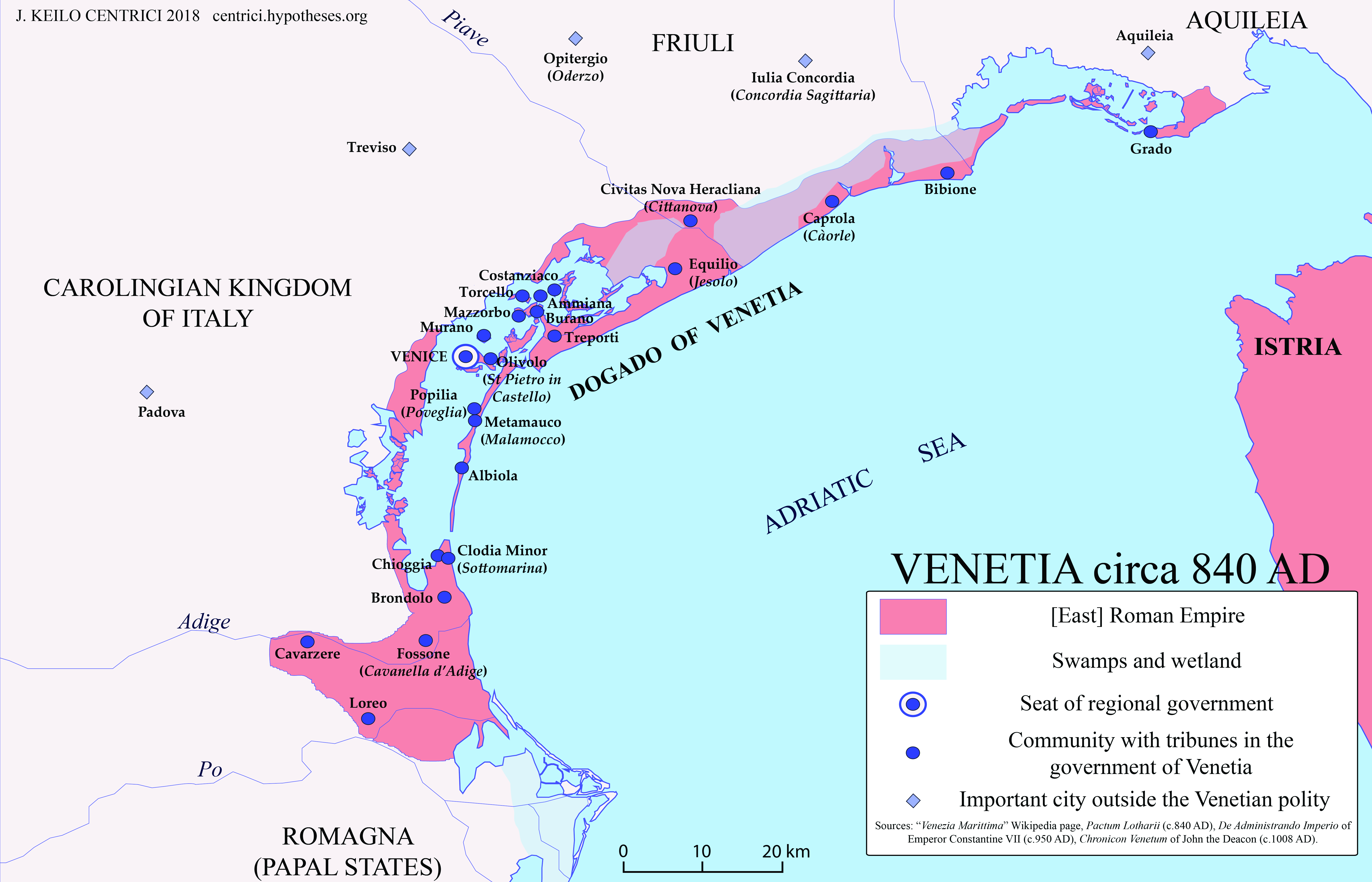
Einflussbereich des Byzantinischen Reiches und Venedigs um 840

Giustiniano Particiaco (in den zeitnahen Quellen Iustinianus, später auch Çustinian), in der frühen Neuzeit auch Partecipazio oder Participazio († 829) war nach der historiographischen Tradition Venedigs, wie die dortige, staatlich gesteuerte Geschichtsschreibung genannt wurde, der 11. Doge. Er regierte zunächst als Mitherrscher seines Vaters Agnellus, dann von 827 bis 829 allein.
Spätestens mit Beginn der Dogate der Particiaco-Familie dehnten sich Venedigs Handelsbeziehungen in das östliche Mittelmeer bis nach Griechenland, Sizilien und Ägypten aus. Die Gebeine des heiligen Markus wurden von Alexandria nach Venedig überführt und der Doge beschloss den Bau einer Palastkapelle zur Aufnahme der Reliquien, aus der der Markusdom hervorging. Damit dokumentierte Venedig einerseits seine Unabhängigkeit gegenüber karolingischen und päpstlichen Ansprüchen, und deckte damit zugleich die kirchenrechtliche Stellung des Patriarchats von Grado gegenüber denjenigen des Patriarchats von Aquileia, ersteres auf venezianischem Boden, letzteres auf Reichsboden gelegen. Diese Haltung wurde nach dem Tod des Dogen, nämlich durch seinen Bruder und Nachfolger Iohannes, ebenso deutlich demonstriert. Der Sohn Iustinians, Agnellus (II.), herrschte als Mitdoge zu Lebzeiten seines Großvaters Agnellus (I.) und seines Vaters, starb jedoch vor seinem Vater in Konstantinopel.
Justinians Ehefrau Felicitas wurde in seinem Testament, einem der wichtigsten Dokumente zur frühmittelalterlichen Wirtschaftsgeschichte Venedigs, nicht nur als Nachlassverwalterin und Erbin eingesetzt, sondern sie sollte auch für eine geeignete Stätte für die Reliquien des hl. Markus Sorge tragen.

## Familie
Die in der Historiographie vielfach als Partecipazio bezeichnete Familie, die in den zeitnahen Quellen als Particiaco erscheint, gehörte in der Frühzeit der Republik Venedig zu den tribunizischen Familien der Stadt. Diese Familien waren Inhaber hoher politischer oder militärischer Ämter im Osten Venetiens, das bis zum Beginn des 9. Jahrhunderts Teil des Oströmischen Reichs war, und denen es gelungen war, das Amt des Tribunen erblich zu machen.
Zusammen mit den Candiano und den Orseolo war es die Familie Particiaco, die von 810 bis zur Verfassungsreform von 1172 die meisten Dogen Venedigs stellte. Der erste Doge eines von Byzanz verhältnismäßig unabhängigen Venedig war Agnellus (810–827). Ihm folgten seine Söhne Iustinianus und Iohannes (829–836), der 836 verhaftet und abgesetzt wurde und sein Leben in einem Kloster beendete. Nach der fast dreißigjährigen Regierung von Pietro Tradonico kehrten die Particiaco auf den Dogenstuhl zurück: von 864 bis 881 Ursus I., dann dessen Sohn Iohannes II. von 881 bis 887. Weitere Dogen waren Ursus II. (911–932) und dessen Sohn Petrus (939–942) aus einem Seitenzweig der Familie, den Badoer.

## Leben und Herrschaft
Iustinianus bzw. Giustiniano war einerseits ein sehr wohlhabender Kaufmann, der, wie sein 829 aufgesetztes Testament belegt, eine Flotte von Handelsgaleeren unterhielt (vgl. Wirtschaftsgeschichte der Republik Venedig). Andererseits besaß er, wie die Grundherren des Festlands, umfangreiche Güter, auf denen Vieh gezüchtet, Getreide angebaut und Gartenwirtschaft betrieben wurde. Dabei standen ihm, laut seinem Testament, zahlreiche Knechte und Mägde zur Verfügung, wohl Hörige.
Iustinianus war bereits in vorgerücktem Alter, als er seinem Vater Agnellus im Dogenamt folgte, nachdem er bereits als Mitregent amtiert hatte. Unter der Regierung Agnellus’ waren durch den Friedensvertrag von Aachen zwischen Byzanz, wie man später das Oströmische Reich nannte, und dem Frankenreich die Grenzen Venedigs festgelegt und benachbarte Gebiete als privilegierte Absatzgebiete für seinen Handel bestimmt worden. Pro forma blieb Venedig weiter von Byzanz abhängig, de facto wurde mit dem Vertrag der Prozess einer Loslösung verstärkt.
Spätestens unter Agnellus war der Dogensitz 811 von Metamaucum nach Rivo Alto (der Insel Rialto), Keimzelle der späteren Stadt Venedig, verlegt und von Iustinianus nach dessen Amtsantritt bestätigt worden. Von dem aus dieser Zeit stammenden Dogenkastell an der Stelle des heutigen Dogenpalastes sind allerdings keine Spuren erhalten.
Dennoch blieb die Abgrenzung zum Frankenreich, das unter Karls Sohn Pippin kurz zuvor den Versuch einer Eroberung der Lagunenstädte unternommen hatte, unklar, zumindest mit Blick auf die Kirchenprovinzen. Eine Synode der Bischöfe des Regnum Italicum, die sich 827 in Mantua einfand, erkannte nämlich die Suprematie des Patriarchen von Aquileia über den Patriarchen von Grado an, dessen Residenz inzwischen in der Lagune von Grado und damit auf venezianischem Gebiet lag. Damit wurde die gesamte kirchliche Organisation in den beiden Lagunen von Venedig und von Grado einer auswärtigen Macht unterstellt, nämlich Maxentius von Aquileia. Das unterlegene Grado besaß zudem praktisch nur noch Suffraganbistümer im Bereich des Dukats Venedig, wurde beinahe mit ihm identisch, nachdem die Bistümer auf Istrien wieder Aquileia unterstellt worden waren. Eine solch grundlegende Veränderung konnte Möglichkeiten für das Frankenreich eröffnen, sich in die Verhältnisse in der Lagune einzumischen.

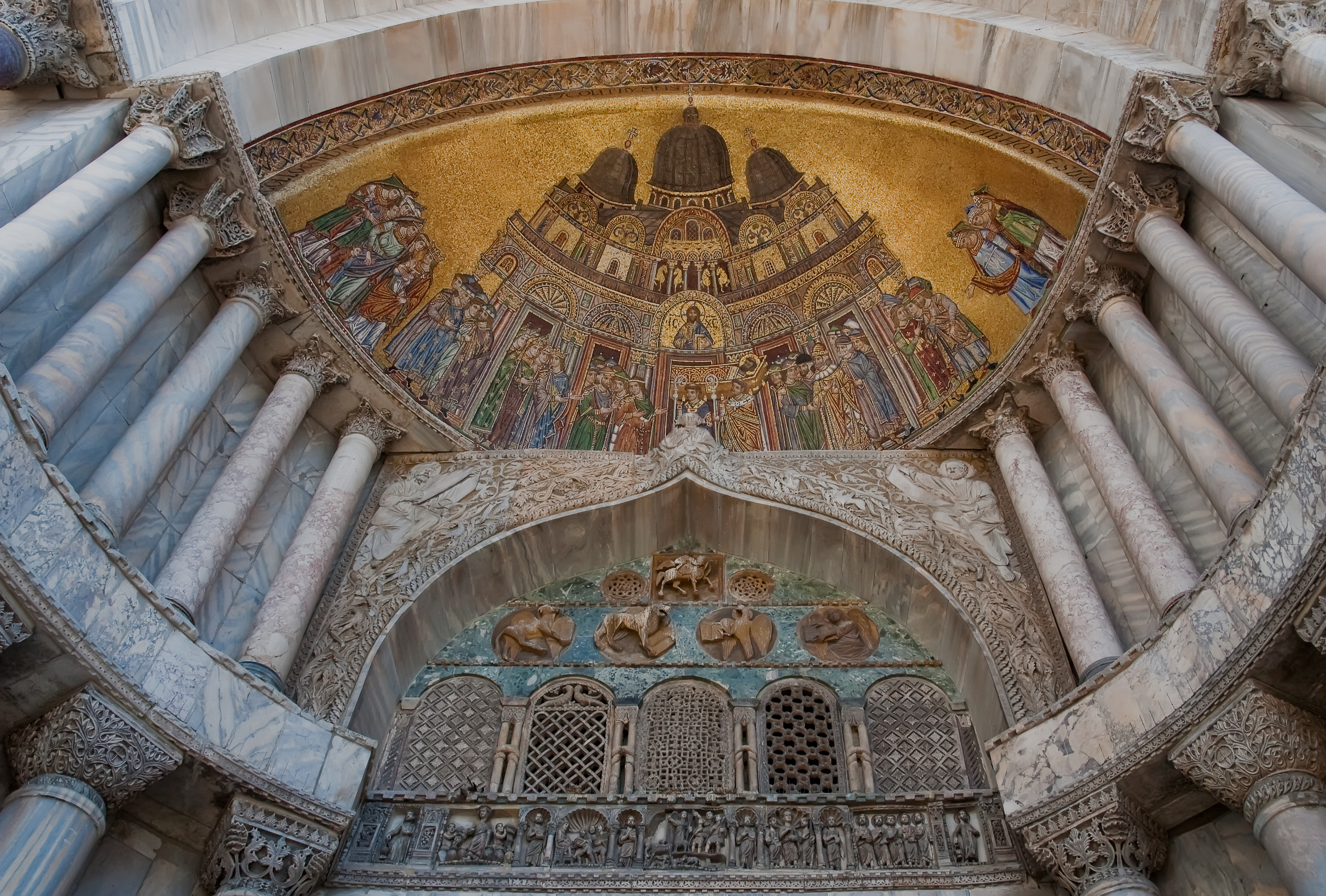
Das Mosaik der Porta Sant’Alipio an der Markuskirche ist das einzige erhaltene Mosaik des Mittelalters an der Westfassade. Es zeigt die Überführung der Gebeine des hl. Markus in die Kirche in Anwesenheit des Bischofs und des Dogen. Die Fassade der Kirche im Hintergrund ist mit den wichtigsten Charakteristika ihrer Gestalt in der 2. Hälfte des 13. Jahrhunderts dargestellt.

Marco Pozza nimmt an, dass diese für Venedig bedrohliche Konstruktion der Auslöser dafür war, dass Venezianer die Reliquien eines der bedeutendsten Heiligen raubten und nach Venedig brachten, und zwar direkt in die Hauskapelle der Dogen neben dem Dogenpalast. Am 31. Januar 828 ereignete sich die außerordentlich folgenreiche Ankunft der Gebeine des Heiligen Markus in Venedig. Nach der Überlieferung hatten zwei venezianische Kaufleute oder Tribunen, Buono di Malamocco und Rustico di Torcello, möglicherweise auf Initiative des Dogen, die Gebeine im ägyptischen Alexandria gestohlen, unter gepökeltem Schweinefleisch versteckt außer Landes geschmuggelt und mit dem Schiff nach Venedig entführt. Der Doge beschloss den Bau einer angemessenen Ruhestätte für den Evangelisten, damit die Reliquien dort verehrt werden konnten. Die angebliche Vision des Evangelisten, der bei einer Reise nach Venedig von einem Engel mit dem Spruch Pax tibi, Marce, Evangelista meus begrüßt worden war, und der ihm prophezeit hatte, dass er einmal in Venedig begraben und besonders verehrt werden würde, hatte sich mit der Ankunft der Gebeine an deren endgültiger Ruhestätte erfüllt.
Ab dieser Zeit nannte sich Venedig Republik des Heiligen Markus. Markus löste den Heiligen Theodor als Schutzheiliger ab, ohne ihn gänzlich zu verdrängen. Zum Wappentier der Republik wurde nunmehr das Symbol des Evangelisten, der Markuslöwe mit seinem aufgeschlagenen Buch und dem Zitat aus der Markusvision. Gleichzeitig hatte sich der Doge im Kampf mit dem Patriarchen von Grado um die weltliche und geistliche Vorherrschaft mit dem Apostelgrab in seiner Dogenkapelle – der Basilica di San Marco – durchgesetzt, symptomatisch für die Einstellung der Republik zu geistlichen, insbesondere päpstlichen Vorherrschaftsbestrebungen und kirchlichen Einmischungen in seine Angelegenheiten. Das Gleiche galt für den Patriarchen von Aquileia, denn zu dieser Zeit war die Vorherrschaft des Bischofs von Rom noch keineswegs durchgesetzt. Zwar hatte Marcus der Legende nach in Aquileia gewirkt, doch nun war er physisch in Venedig anwesend.

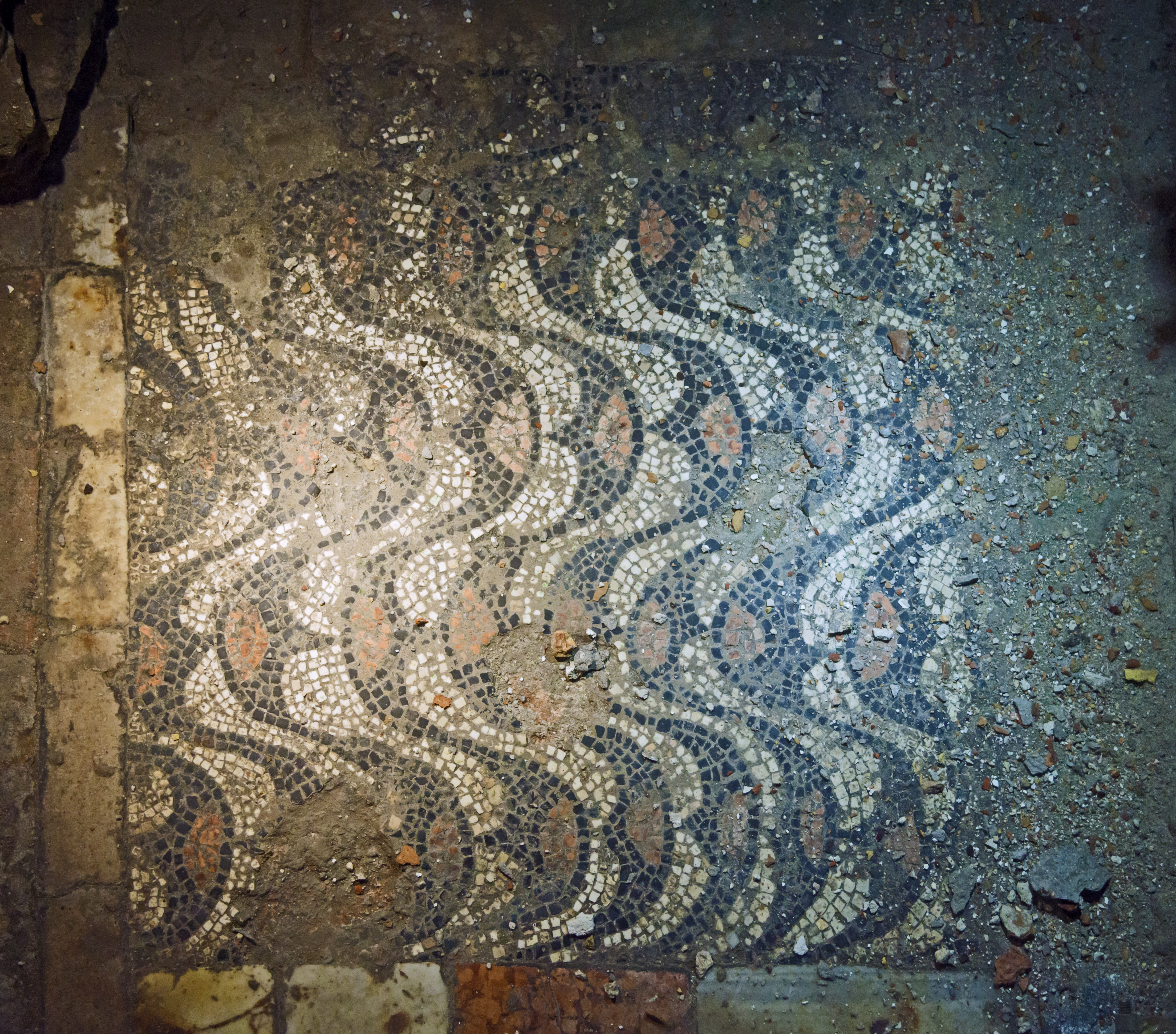
Mosaik in der Kirche San Zaccaria, 9. Jahrhundert

Weitere grenzübergreifende Strukturen, die eine scharfe Abgrenzung der Einflusssphären unmöglich machten, betrafen den Landbesitz der dominierenden Familien in Venedig, wie das 829 aufgesetzte Testament des Iustinianus erweist. Neben reichem Besitz im Dukat Venedig, also auf Rialto, in Iesolo, Torcello und in Cittanova, auf den Lidi und vielen Inseln, besaß die Familie auch Ländereien im karolingischen Treviso und um Pola auf Istrien. Ebenso bedeutend war derjenige Teil des Vermögens, der im Handel angelegt war, aber auch in kirchlichen Stiftungen, wie denen von Sant’Ilario, San Zaccaria und eben im noch im Bau befindlichen San Marco.
Der erbenlose Doge versuchte am Ende seines Lebens das Einvernehmen mit seinem Bruder Iohannes wiederherzustellen, den er aus Konstantinopel zurückrief. Er erhob ihn nach der Rückkehr zum Mitdogen und auf diese Weise auch zu seinem Nachfolger, so Pozza. Doch die Übergabe der Macht verlief ausgesprochen gewalttätig.
Kaum war Iustinianus 829 nämlich gestorben, versuchte Obelerius, der vom Vater der beiden Brüder um 810 vertriebene Doge, nach fast zwei Jahrzehnten des Exils, nach Malamocco zurückzukehren (eigentlich zutreffend: Metamaucum), wo er seine Machtbasis reaktivieren konnte. Iohannes ließ im Gegenzug die Stadt zerstören, nachdem er die Rebellen besiegt hatte. Das Haupt seines Gegners ließ er aufspießen und ostentativ an der Grenze zum fränkischen Regnum Italicum aufstellen. Doch damit nicht genug, rebellierte ein Tribun namens Caroso, dessen Name sich unter den Zeugen auf dem Testament des Iustinianus findet, und Iohannes musste an den fränkischen Hof fliehen. Caroso wurde seinerseits von den Anhängern des Iohannes nach wenigen Monaten besiegt und geblendet, seine Anhänger vertrieben. Eine Zeit lang regierte vor der Rückkehr des exilierten Dogen ein Bischof namens Ursus (Orso), der vielleicht zum Particiaco-Clan gehörte, gemeinsam mit zwei Tribunen.

## Rezeption

### Bis gegen Ende der Republik Venedig
Im Chronicon Altinate oder Chronicon Venetum, einer der ältesten venezianischen Quellen, erscheint der Doge mit dem Namen und der Amtsdauer „Iustinianus Particiacus dux ducavit ann. 2 et mens. 2“, er war also zwei Jahre und zwei Monate im Amt.
Für das Venedig zur Zeit des Dogen Andrea Dandolo war die Deutung, die man der Herrschaft des Agnellus Particiacus und seiner beiden Söhne Iustinianus und Iohannes sowie seinem Enkel Agnellus beilegte, von hoher symbolischer Bedeutung. Das Augenmerk der Mitte des 14. Jahrhunderts längst fest etablierten politischen Führungsgremien, die zugleich die Geschichtsschreibung steuerten, galt der Entwicklung der Verfassung, den inneren Auseinandersetzungen zwischen den possessores, also der sich immer mehr abschließenden Gruppe der Besitzenden, die zugleich die politische Macht besetzten, aber auch den Machtverschiebungen innerhalb der Lagune, der Adria und im östlichen Mittelmeerraum sowie in Italien. Dabei standen die Fragen nach der Souveränität zwischen den übermächtigen Kaiserreichen, des Rechts aus eigener Wurzel, mithin der Herleitung und Legitimation ihres territorialen Anspruches, stets im Mittelpunkt. Ähnlich wie bei den Galbaii versuchte man die Unsicherheit der Verhältnisse auf Mängel in der Machtbalance, mithin in der Verfassung zu erweisen, die es noch nicht gestattete, die Macht des Dogen so einzubinden, dass keine Dynastiebildung mehr möglich war. Bei Iustinianus kam hinzu, dass in seiner Zeit überaus wichtige Reliquien nach Venedig kamen, die den bedeutendsten spirituellen Orten zugewiesen wurden, allen voran San Zaccaria und dem Markusdom. Derlei Reliquien konnten im Kampf um Rang und Ansehen in der Hierarchie der Bistümer und Patriarchate, und damit verknüpft, den weltlichen Ansprüchen, ein wirkmächtiges Argument sein. Dies galt insbesondere für die Auseinandersetzungen mit Aquileia und Rom.
Die älteste volkssprachliche Chronik, die Cronica di Venexia detta di Enrico Dandolo aus dem späten 14. Jahrhundert, stellt die Vorgänge auf einer weitgehend persönlichen Ebene dar. Während der spätere Doge „Iustinian“ durch seinen Vater nach Konstantinopel gesandt worden war, um dort erfolgreich Abmachungen auszuhandeln („per voler alcuni pati fermar con lui“), wurde in Venedig dessen jüngerer Sohn Johannes, deshalb zum Mitdogen erhoben, weil man dem Haus Particiaco vertraut habe, wie die Chronik begründet. Als der Ältere zurückkehrte, übernahm er die Position seines jüngeren Bruders, der, weil er sich ungenannter Vergehen gegen einige Venezianer schuldig gemacht hatte („habiando facto alcun despiaser, et grosso, ad alcuni dela Terra“) nach Konstantinopel verbannt wurde. Ein Zusammenhang mit der Auseinandersetzung der beiden Brüder um die Frage der Mitregentschaft wird hier negiert, obwohl der Jüngere zunächst bevorzugt wurde, doch war es gerade dieser Zwei-, wenn man den Enkel Agnellus’ mit einbezieht sogar Dreigenerationenkonflikt, an dem sich später eine ganze Reihe sich widersprechender Deutungen entzündete. Weil der alte Doge das Amt schließlich nicht mehr ausfüllen konnte, herrschte fortan sein Sohn Iohannes – in den Schriften, so der Verfasser der Cronica, fand der alte Doge keine Erwähnung mehr.

Die Eroberung Siziliens

Pietro Marcello führte 1502 in seinem später ins Volgare unter dem Titel Vite de’prencipi di Vinegia übersetzten Werk den Dogen im Abschnitt „Giustiniano Particiaco Doge XI.“ Diese Einordnung als 11. Doge überrascht, da er seinen Vater als 9. Dogen einordnet. Marcello behauptet, Agnello habe seinen jüngeren Sohn Giovanni zu seinem „compagno“ gemacht, woraufhin sich Giustiniano, aus Konstantinopel nach Venedig zurückgekehrt, ostentativ geweigert habe, zum Vater zurückzukehren. Dieser habe am Ende dem Begehren seines Sohnes nachgegeben. Giovanni habe mit Willenserklärung des Volkes („per commissione del popolo“) auf sein Amt verzichtet, woraufhin Angelo den anderen Sohn Giustiniano nebst dessen Sohn Angelo im Jahr 827 „si prese per compagno nel Prencipato“. Giovanni sei daraufhin nach Konstantinopel verbannt worden. Der Autor behauptet zudem, dass der neue Doge aus Dankbarkeit gegen den Kaiser eine Flotte zur Bekämpfung der Sarazenen ausgeschickt habe, die zu dieser Zeit begannen, Sizilien zu erobern. Doch fanden sie die feindlichen Schiffe niemals („non trovando mai il nimico“), und sie mussten unverrichteter Dinge zurückkehren. Danach schildert er nur noch ausführlich die Translation der Reliquien des hl. Markus. Die beiden Venezianer Buono da Malamocco und Rustico da Torcello seien mit mehreren Schiffen von einem Sturm dazu gezwungen worden, in Alexandria notzuankern. Sie stellten den Klerikern der örtlichen Kirche, die wegen des Raubes von Marmorteilen aus ihrer Kirche durch den Sultan unzufrieden waren, große Belohnungen in Aussicht, wenn sie die Reliquien mit sich führen dürften. Eingewickelt in Schweinefleisch („coinvolto in carne di porco“) passierten sie die Wachen, indem sie das in Ägypten geläufige Wort für Schweinefleisch „ganzir“ laut sagten. Eine Erscheinung des Heiligen verhinderte darüber hinaus, dass die Schiffe zum Opfer der Stürme wurden. Der Doge, der bald darauf starb, sorgte testamentarisch dafür, dass die Kirche des Heiligen Markus vergrößert wurde; ähnliches verfügte er für Sant’Ilario am Westrand des venezianischen Gebietes und für San Zaccaria.
Lakonisch berichtet wiederum die Chronik des Gian Giacomo Caroldo, fertiggestellt 1532. Caroldo meint „Giustiniano Badoaro“ sei nach dem Tod seines Vaters im Jahr „DCCCXXVIJ“ allein im Amt verblieben („rimase solo nel Ducato“). Während andere Chronisten den Einsatz der Flotte gegen die Sarazenen, die begannen Sizilien zu erobern, in die Zeit seines Bruders Iohannes datieren, legt sie Caroldo in die Regierungszeit des Iustinianus. Auch er berichtet knapp, dass die Flotte zwar südwärts gefahren sei, den Feind jedoch nicht habe finden können, woraufhin sie umgekehrt sei („Ditta armata, non potendo ritrovar gl’inimici, ritorno à dietro“). Eine weitere Flotte konnte ebenfalls bei der Unterstützung gegen die Sarazenen nichts erreichen, oder, wie Caroldo formuliert, ‚konnte sie kein ehrenvolles Unternehmen durchführen‘ („nè potendo conseguir alcuna honorevol’impresa“). Stattdessen brachte sie – was in Widerspruch zum nachfolgenden Satz steht – die Reliquien des hl. Markus nach Venedig. Im zweiten Jahr seines Dukats nämlich brachten, so der nächste Satz, venezianische Händler („mercanti Venetiani“) „con molta sagacità et industria“ diese Reliquien aus Alexandria herbei. Auch hier erfolgten Anweisungen an die „fabrica“ der Markuskirche, den „glorioso corpo“ „honorevolmente“ ‚abzulegen‘ („riponer“). Iustinianus, von Krankheit schwer belastet und ohne Kinder, rief seinen Bruder aus Konstantinopel zurück und machte ihn zu seinem ‚Mitdogen und Amtsnachfolger‘ („consorte et successor del Ducato“). Testamentarisch hinterließ er den Klöstern von „San Illario e di San Zaccaria molte possessioni“, er überließ ihnen also umfangreiche Besitztümer. Begraben wurde er in S. Ilario.

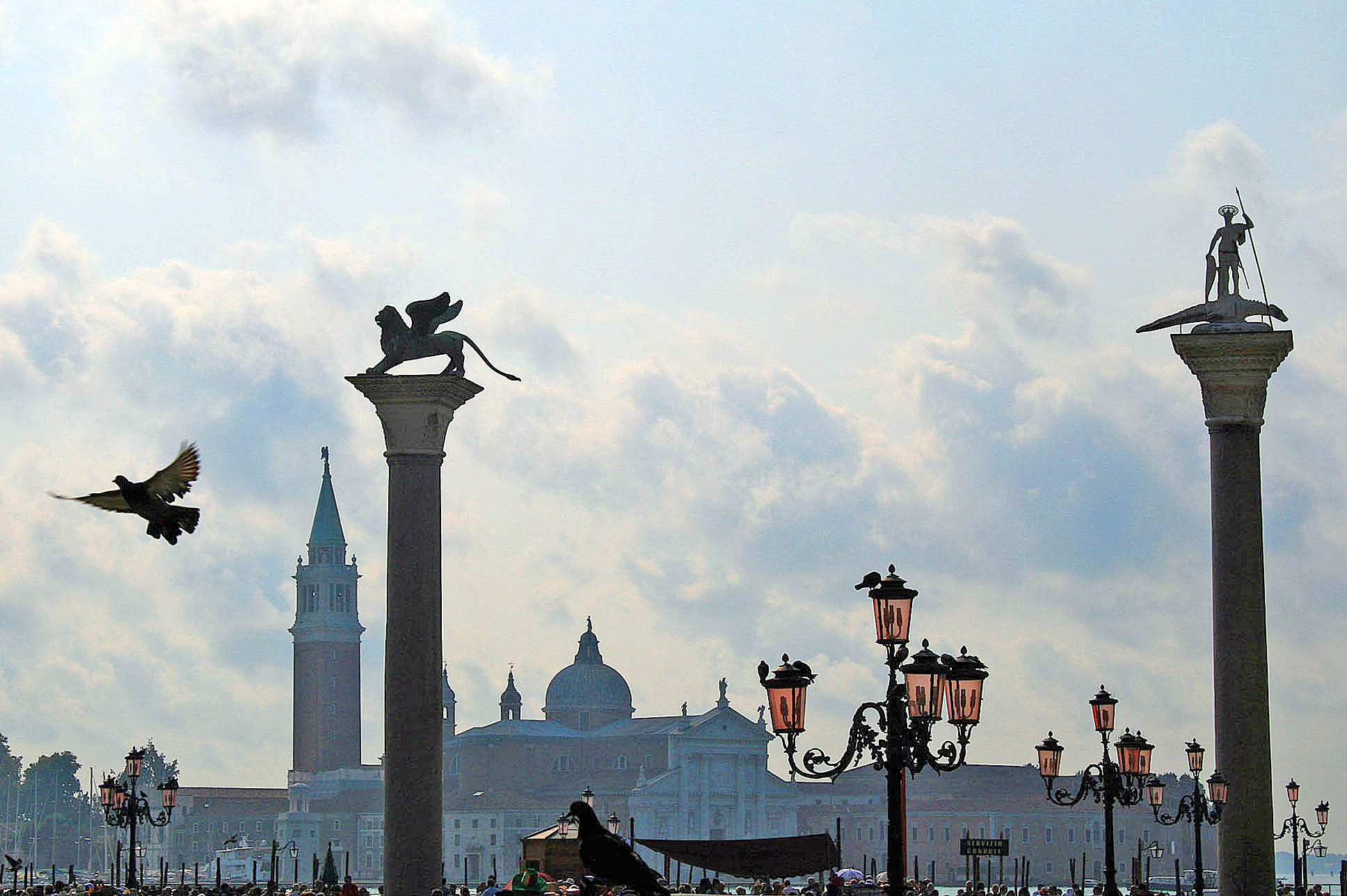
Blick auf die Säulen mit den Schutzheiligen Venedigs, links Marcus mit dem Löwen, rechts Theodor mit dem getöteten Drachen, Richtung San Giorgio Maggiore

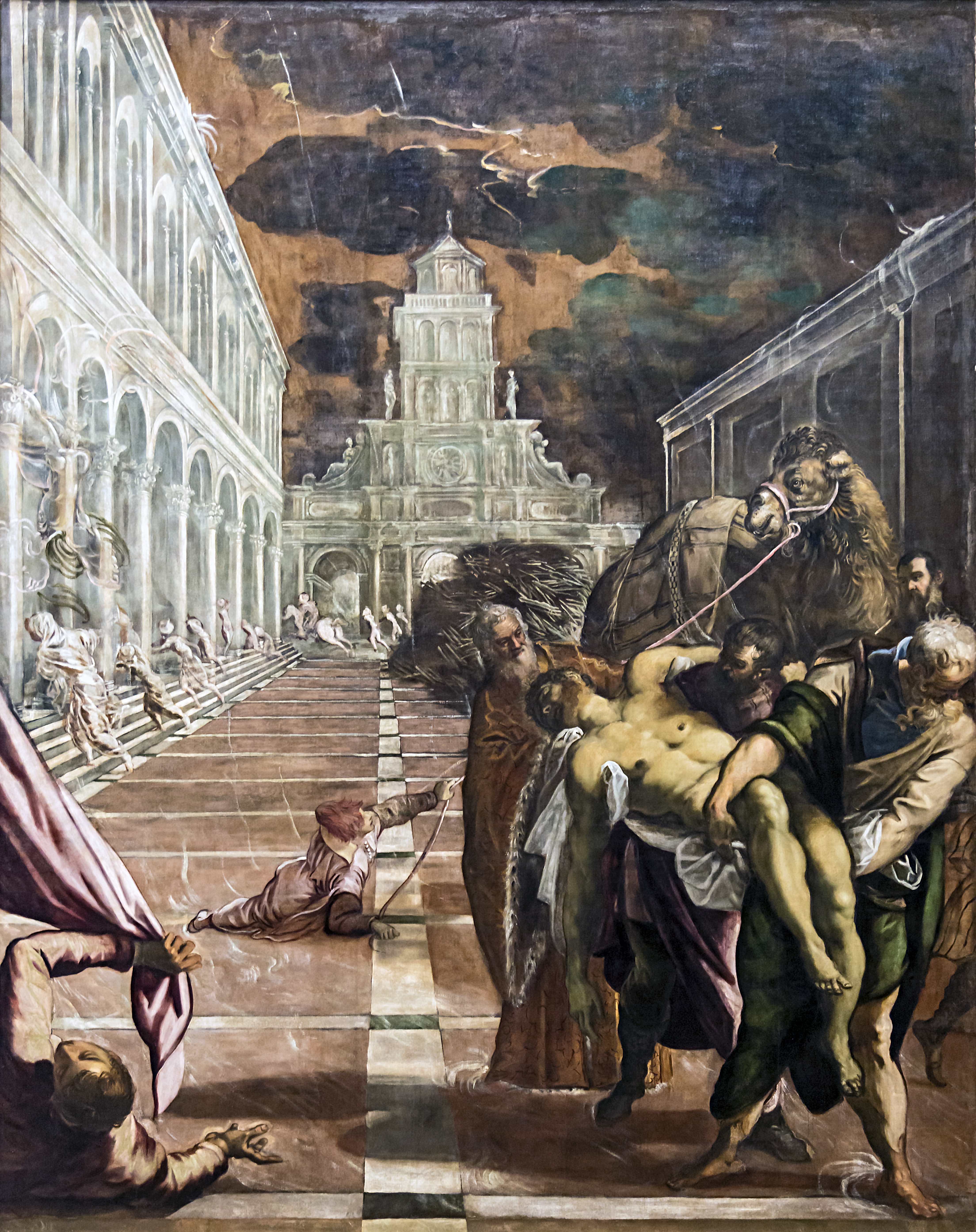
Die Bergung des Leichnams des heiligen Markus, Gemälde von Jacopo Tintoretto, 1562–66, Öl auf Leinwand, 398 × 315 cm, Accademia

Für den Frankfurter Juristen Heinrich Kellner, der die venezianische Chronistik im deutschen Sprachraum bekannt machte, wobei er weitgehend Marcello folgte, ist in seiner 1574 erschienenen Chronica das ist Warhaffte eigentliche vnd kurtze Beschreibung, aller Hertzogen zu Venedig Leben, „Justinan Partitiatius der zehende Hertzog“. Nach Kellner übernahm Justinianus nach dem Tod seines Vaters „das Regiment der Gemein allein an/im jar 827“. Gleich „im anfang seins Regiments“ schickte er „Keyser Micheln von Constantinopel“ eine Flotte für den Kampf gegen die „Saracenen / welche deßmals die Inseln Europe sehr beengstigten / aber sie kondten den Feindt nie antreffen“. So zog sich die Flotte bald wieder „in ir gewarsam“ zurück. Ausführlich schildert Kellner die Überführung der Reliquien des hl. Markus nach Venedig. „Der König des orts zu Alexandria“ habe ein „Lusthauß oder Palatium bauwen“ wollen, wozu er aus Kirchen und alten Gebäuden den Marmor reißen ließ. Darüber empörten sich Stauratius, ein Mönch, und Theodorus, ein Priester. Zu dieser Zeit trieb ein Sturm die Venezianer „Bonus von Malamoco / und Rusticus von Torcello“ nach Alexandria, „wider das verbott“, wie Kellner ausdrücklich ergänzt. Sie boten den beiden griechischen Wächtern „grosse ehr und geschenck“, doch lehnten diese die Herausgabe der Reliquien als „Sacrilegium“ und „Diebstal“ ab. Doch als weiterer Marmor aus der Kirche gerissen wurde, waren sie bereit, den „heyligsten Leichnam“ zu verkaufen. Um diesen sicher außer Landes zu bringen, wurde er „in einen Korb gelegt/und mit Schweinenfleisch allenthalben bedeckt und bewicklet / welches den Völckern in ihrem Gesatz gar verbotten ist“. Damit die Träger nicht angesprochen oder behindert würden, riefen sie „Ganzir / das ist / Schwein oder Seuw“. So brachten sie den „köstlichen Diebstal“ auf die Schiffe. Als sie auf dem Rückweg nach Venedig in einen Sturm gerieten, erschien einem von Malamocco der hl. Markus. Dieser habe „ihn gewarnet / sie solten die Segel abwerffen / damit der Wind die Schiff nit umbwürff“. Mit „grossem Fest und Freuden“ gelangte der Leichnam nach Venedig, wo er „in seiner Kirchen ist / als ein köstlich Pfandt des Venedischen Regiments“. Er wurde in einer Kapelle deponiert. Der Doge Justinian starb kurz danach, „als er zwey jar allein regiert hatt“. Sein Testament sah eine Erweiterung der Markuskirche vor, dazu sollten S. Zaccaria und „S. Kiliani“ „mit grossem Eynkommen“ beschenkt werden.
In der Übersetzung der Historia Veneta des Alessandro Maria Vianoli, die 1686 in Nürnberg unter dem Titel Der Venetianischen Hertzogen Leben / Regierung, und Absterben / Von dem Ersten Paulutio Anafesto an / biss auf den itzt-regierenden Marcum Antonium Justiniani erschien, hieß der Doge „Justinianus Participatius, der Eilffte Hertzog“. Nach einer grundlegenden Hinführung zur Frage der Fürstengerechtigkeit und -stärke, die sich aus der Gottesfurcht ableite, führt Vianoli, dabei in krassem Gegensatz zu Marcello stehend, an: „[…] sintemalen er kaum auf den Thron erhaben werden können / als er mit einer starcken Macht / und einer guten Anzahl Kriegs-Schiffen / sich in das Sicilianische Meer begeben / um die Saracenen / welche vor dißmal dieselbe Insul aller Orten sehr beängstiget / wiederum hinwegzujagen / so ihme dermaßen glücklich gelungen / daß er dem Michaeln, als damaligen Griechischen Kayser dieselbe wiederum eingeraumet hatte / worauf sowol in Constantinopel/als auch Venedig/wegen solch herzlichen Victori, man allerhand Freudenbezeugungen gesehen und gehalten“ (S. 90). Den Raub des hl. Markus schildert Vianoli hingegen nur mit geringfügigen Abweichungen. So legte man die sterblichen Überreste in einen Korb und bedeckte sie mit Schweinefleisch, „welches zu geniessen in dieser Völcker Gesetz aufs schärfste verboten ist“. Auch bedeutet „Ganzir“ „so viel als Sau“. Das Testament des Dogen war Vianoli gleichfalls bekannt.

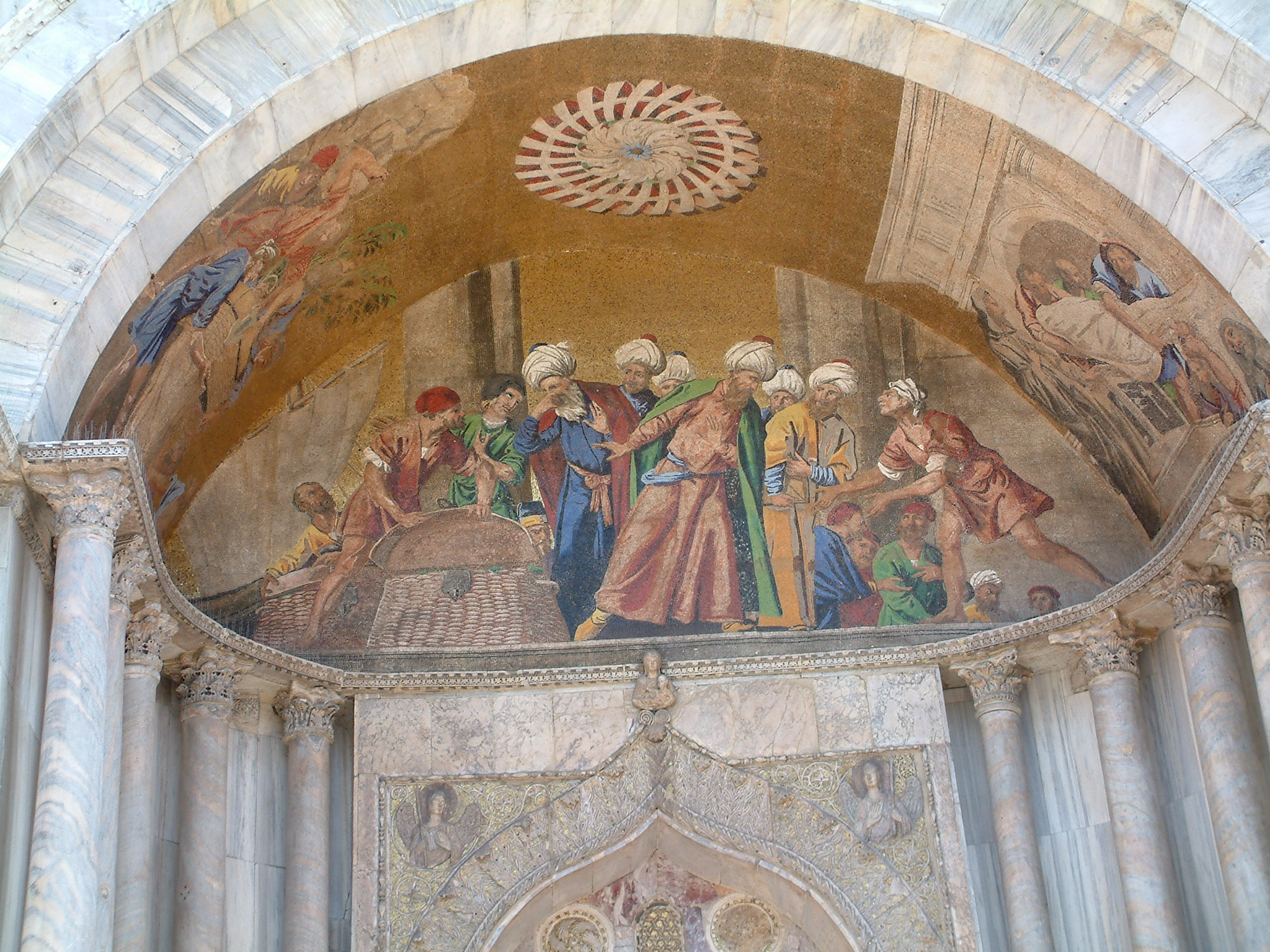
Die Gebeine des Evangelisten Markus werden von zwei Venezianern aus Alexandria geschmuggelt; um 1660 geschaffenes Mosaik an der Westfassade von San Marco

1687 schrieb Jacob von Sandrart in seinem Werk Kurtze und vermehrte Beschreibung Von Dem Ursprung / Aufnehmen / Gebiete / und Regierung der Weltberühmten Republick Venedig ebenfalls, wenn auch sehr lakonisch, über „Justinianus“, „zu dessen Zeit der Leichnam S. Marci des Evangelisten aus Asien nach Venedig überbracht worden seyn soll“. Im Abschnitt zu seinem Vater, schlussfolgert er aus dem Aufstand gegen die beiden Dogen: „Es scheinet aber/daß diese auch sehr übel regieret haben ; denn die Vornehmsten von Venedig machten auch wider sie ein Verbündnuß / wiewohl solches entdecket ward / und es die Verschwornen mit dem Leben bezahlen musten.“

### Historisch-kritische Darstellungen
Nach Johann Friedrich LeBret, der ab 1769 seine vierbändige Staatsgeschichte der Republik Venedig veröffentlichte, unternahm unter „Justinianus“ „sein Volck die ersten kriegerischen Unternehmungen wider die Saracenen“. „Justinianus ließ einige Kriegesschiffe ausrüsten, welche sich mit den griechischen Schiffen verbanden.“ „Einige venetianische Geschichtsschreiber“, so setzt LeBret fort, „drucken sich auf eine solche Art aus, worüber ein Vernünftiger sich des Lachens nicht enthalten kann. Sie konnten den Feind nicht finden, sagen sie, und segelten wieder nach Venedig“ (S. 141). Auch ein zweiter „Versuch hatte eben ein solches ähnliches Ende, wie der erste“. Da Iustinianus keine Erben hatte, rief er seinen Bruder Iohannes aus Konstantinopel zurück. Dieser „erhielt eine Würde wieder, deren ihn sein Vater, um den Frieden unter seinen Söhnen zu erhalten, beraubt hatte. Justinianus lebte kaum ein Jahr, da er durch seinen Tod seinem Bruder die Alleinherrschaft überließ“ (S. 142).

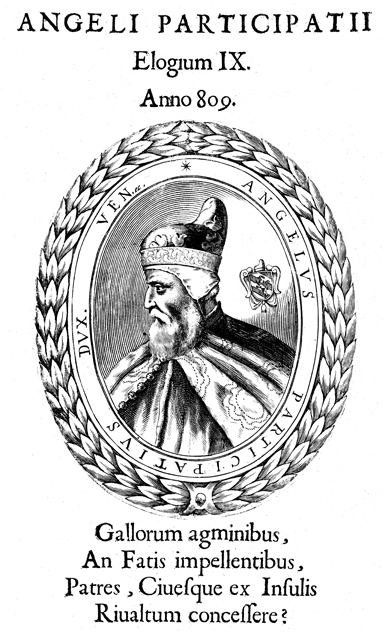
Leone Matina: Phantasieporträt des Dogen in der wohl ersten gedruckten Porträtserie aller bis dahin anerkannten Dogen, dem Ducalis regiae lararium von 1659

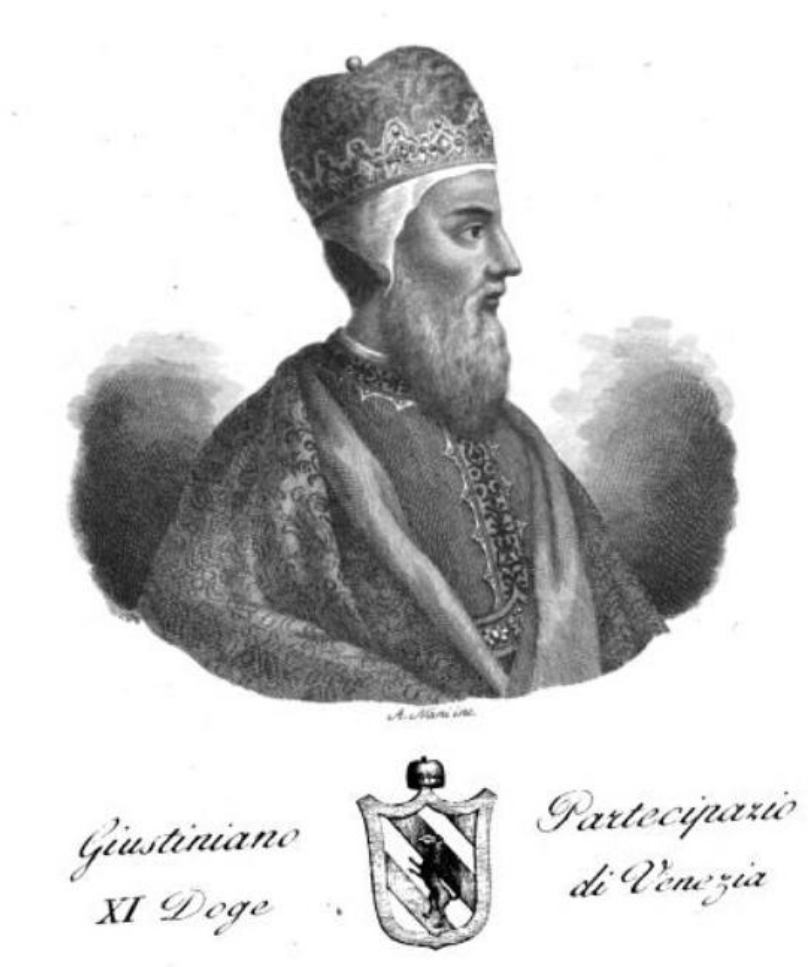
Darstellung des Dogen aus den frühen 1830er Jahren, Antonio Nani: Serie dei Dogi di Venezia intagliati in rame da Antonio Nani. Giuntevi alcuni notizie biografiche estese da diversi, Bd. 1, Merlo, Venedig 1840, o. S. (Google Books)

Samuele Romanin räumte „Giustiniano“ 1853 im ersten Band seines wortreichen, zehnbändigen Opus’  Storia documentata di Venezia wenige Seiten ein. „Giustiniano“, der nach Verhandlungen aus Konstantinopel zurückkehrte, weigerte sich, den Vater aufzusuchen, als er seinen jüngeren Bruder als Mitdogen sah. Er zog sich mit seiner Frau in ein Haus nahe der Kirche San Severo zurück. Der daraufhin verbannte „Giovanni“ floh von Zara nach „Ischiavonia“ und von dort nach Bergamo zu Kaiser Ludwig. Romanin lässt durchblicken, dass Patriarch Fortunatus bei der Rebellion gegen den Dogen unter Führung von Giovanni Tornarico und Bono Bradanesso ‚seine Hand im Spiel hatte‘. Dieser musste fliehen und starb im Frankenreich. Leon der Armenier, ‚obwohl Bilderstürmer‘ („sebbene iconoclasta“), versuchte mittels Geschenken, vor allem von Reliquien, gute Beziehungen zu Venedig zu pflegen. Angesichts der zunehmenden Sarazenengefahr sei Venedig immer bedeutsamer geworden. Es sei nichts Ungewöhnliches darin zu sehen, denn die Venezianer beteten umgekehrt auch für den Kaiser, ohne dass dies ein Anzeichen gewesen wäre, dass die Venezianer byzantinische Untertanen gewesen seien („senz’esserne sudditi“, S. 163). Beim Sturz Leos war der Enkel des Agnellus, der gleichfalls „Agnello“ hieß, anwesend, um 820 dem neuen Kaiser zu huldigen. Als die Sarazenen 827 Sizilien angriffen, suchte der neue Kaiser die Flottenhilfe der Venezianer („rinforzandola ancora di navi veneziane da lui domandate in questa occasione“ (S. 166)). Romanin merkt an, dass die byzantinischen Quellen nur aus Hochmut („orgoglio“) über die beiden folgenden Flotteneinsätze Venedigs, die zugegebenermaßen erfolglos waren, schweigen. Im Gegensatz zu seinen historiographischen Vorgängern betont Romanin den Streit zwischen dem Patriarchen von Aquileia, der von Kaiser Lothar unterstützt wurde, und dem Patriarchen von Grado. Dabei sei es nicht nur um kirchenrechtliche Fragen gegangen, denn Aquileia beanspruchte die Suprematie, sondern um solche der politischen Unabhängigkeit. Später habe Aquileia versucht, diejenigen Rechte mit Waffengewalt durchzusetzen, die ihm auf der Synode von Mantua am ‚6. Juni 827‘ zugesprochen worden seien. Zur Translation der Reliquien des hl. Markus schreibt Romanin, die venezianischen Händler seien entgegen dem Verbot, das seit Agnellus Bestand hatte, wegen der hohen Gewinne auch nach Syrien und Ägypten gefahren. Romanin genügte es nicht, dass Marmor aus der Kirche, in der sich die sterblichen Überreste befanden, herausgerissen wurde, sondern bei ihm dachte der Sultan bereits darüber nach, die Kirche abreißen zu lassen. Romanin berichtet von dem Sturm, in den das Schiff auf der Rückkehr geriet, doch fehlt die Legende vom Eingreifen des Heiligen. ‚Wegen des Verdienstes der frommen Tat wurde ihnen die Verletzung des Verbotes vergeben‘ („in merito del pio atto, fu loro perdonata l’infrazione del divieto“). Den Bau der Markuskirche, den Iustinianus begann, fügt Romanin in ein Bild des brolio ein, des Markusplatzes, der noch als Garten vorzustellen sei. In seinem Testament vermerkt Iustinianus seine Frau „Felicia“ und seine Schwiegertochter Romana, wobei Romanin aus den „Pacta I, 39“ und „Dandolo“ zitiert.
August Friedrich Gfrörer († 1861) glaubte in seiner 1872 posthum erschienenen Geschichte Venedigs von seiner Gründung bis zum Jahre 1084, Iustinianus sei nicht erst nach seiner Rückkehr nach Venedig über die Bevorzugung seines jüngeren Bruders „in Zorn“ geraten, sondern er sei deshalb von Konstantinopel nach Venedig zurückgekehrt. Er zog es nach Gfrörer vor, „im Kloster zum heiligen Severus Herberge“ zu nehmen. Agnellus verbannte daraufhin seinen jüngeren Sohn nach Zara und erhob Iustinianus und dessen Sohn „Angelo II.“ zu Mitdogen. In der Tatsache, dass sich seit 810 immer wieder Dogensöhne in Konstantinopel aufhielten, sieht Gfrörer einen Beleg für einen ansonsten nicht bekannten Vertrag, nach dem sie als Geiseln zu deuten seien. Dementsprechend wahrten die Ehrungen, etwa die Titel, die die byzantinischen Kaiser diesen Geiseln zusprachen, nur den Schein. Die Kaiser hätten die Zeit genutzt, „um sie an griechische Hofluft zu gewöhnen oder ihnen byzantinischen Beamtengeist einzuträufeln.“ Dementsprechend war die Erhebung des jüngeren Sohnes zum Mitdogen ein Bruch des „geheimen Staatsvertrag[es] von 809“. Nach Gfrörer ließ der Kaiser nun den älteren Sohn nach Venedig schicken, der sich „wie ein Rächer“ gebärdete. Der Vater gab laut Gfrörer nur deshalb nach, weil „Justinian die ganze Macht des morgenländischen Reichs zum Rückhalt hatte.“ (S. 144). Iohannes musste „nach der seit 810 griechischer Hoheit unterworfenen Hafenstadt Zara wandern“. Dabei glaubt Gfrörer, Iohannes sei, wie es Johannes Diaconus schreibt, erst zu den Slawen geflohen – laut Gfrörer konnte er von dort, denn die Slawen erkannten die fränkische Oberhoheit formal an, mit dem Frankenkaiser überhaupt erst verhandeln –, erst dann an den fränkischen Hof, während Andrea Dandolo ihn direkt an den Hof fliehen lässt. Gfrörer bezweifelt allerdings, dass sich der Geflohene mit Kaiser Ludwig dem Frommen getroffen habe, denn dieser sei nur 817 in Italien gewesen. Nach der Auslieferung an Agnellus und Iustinianus wurde der jüngere Bruder wieder als Geisel nach Konstantinopel geschickt. Gfrörer argumentiert, dass der Vater von Iustinianus entmachtet worden sei, sein Beleg ist die Gründungsurkunde von S. Zaccaria, in der als Doge nur noch Iustinianus, nicht aber Agnellus erscheint. Auch sei die Gründung, wie er aus der Urkunde entnimmt, vom byzantinischen Kaiser ausgegangen. Auch das Verbot, mit den Muslimen Syriens und Ägyptens Handel zu betreiben, stamme vom Kaiser und sei von den Dogen nur übernommen worden. In Gfrörers Bild passt, dass Angelo II. nach der Ermordung Kaiser Leos dem neuen Kaiser zu huldigen hatte, und dass er in der Hauptstadt verstarb. Nach Gfrörers gilt: „solche Thatsachen, welche in einer Weise, die das Ehrgefühl nicht grob verletzt, Venetiens Abhängigkeit von Byzanz bekunden, theilt Dandolo mit, und nur plumpe verschweigt er“ (S. 149). Für Gfrörer war nicht nur der Streit zwischen den Patriarchen ein ständiges Mittel der Franken, in die Lagune hineinzuregieren, sondern auch der Aufstand der Tribunen und des Monetarius, des „Münzmeisters“, sei von den Franken initiiert gewesen. Darauf weise der Fluchtort jenes Münzmeisters hin, der sich ebenfalls an den Frankenhof begab. Das Gleiche gelte für die Tatsache, dass dem Patriarchen von Grado die istrischen Bistümer entzogen und Aquileia zugeschlagen wurden, und auch die Synode von Mantua, die der pro-fränkische Papst Eugen II. im Juli 827 einberief. Dort wurde Grado wieder zum Suffraganbistum Aquileias degradiert, was den Franken weit reichende Eingriffsmöglichkeiten hätte bieten können. Der Nachfolger auf dem Gradenser Bischofsstuhl, Venerius, legte vergeblich Beschwerde bei Eugens Nachfolger ein, der noch 827 gestorben war. Zustatten kam Venedig die nicht ganz zufällige Erbeutung der Markus-Reliquien. Gfrörer betrachtet den angeblichen Sturm, der die Räuber nach Alexandria brachte, als bloße Ausrede für die Überschreitung des Handelsverbots mit den Muslimen. Auch dort riefen sie in Begleitung des Schweinefleisches und der Reliquien „Ganzir, Ganzir“, doch übersetzt Gfrörer hier mit „Greuel“, nicht wie frühere Historiker mit „Schwein“ oder „Sau“. Das Testament des Dogen, das die Unterbringung in einer erweiterten Kirche vorsah, die aus seinen Mitteln errichtet wurde, ist bis heute erhalten und ediert. Gfrörer entnimmt der Dandolo-Chronik, dass deren Verfasser anmerkt, er habe die entsprechende Urkunde selbst in Händen gehabt und mit eigenen Augen gelesen. Gfrörer schließt dabei ausdrücklich nicht aus, dass Iustinianus sich auf diese Art zum „Wächter und Bewahrer des Stadtheiligen“ aufschwingen wollte (S. 162), bevorzugt aber die „mildere“ Variante, nach der die Anwesenheit des Heiligen eher dem Patriarchat Venedig, also der Verlegung von Grado in die Lagune dienen sollte. Damit trat der „übergesiedelte Patriarch zu dem dortigen Dogen in dasselbe Verhältnis … wie in Constantinopel der Patriarch zum Basileus“. Der Raub der menschlichen Überreste wird bei Gfrörer zur „Vertheidigungswaffe“ gegen mögliche Folgen der Mantuaner Synode. Aus der Belohnung, die die beiden Tribunen den Alexandriner Klerikern für die Religuien anboten, folgert der Autor, dass sie im Auftrag des Dogen handelten, und auch nur deshalb ein entsprechendes Angebot an die Kleriker in Alexandria unterbreiten konnten. Zudem hatten schon 819, zu dieser Zeit noch Agnellus und Iustinianus gemeinsam, verfügt, dass die Mönche von S. Ilario ausdrücklich davon befreit sein sollten, von den Bischöfen von Rivoalto-Olivolo oder Grado vor ein Konzil geladen werden zu können. Männern, die der Abt verbannte, durfte von denselben Bischöfen kein Schutz gewährt werden (S. 165) – auch dies ein Hinweis auf das Oberherrschaftsverhältnis zur Lagunenkirche. Schließlich erfolgte, nach Gfrörer, die Rückkehr des jüngeren Bruders aus der byzantinischen Hauptstadt auf Befehl des Kaisers, der zugleich Flottenhilfe gegen die Sarazenen einforderte. Die anscheinend nach Selbstständigkeit strebende Politik des Iustinianus war demnach in Byzanz auf Misstrauen gestoßen, so dass Iustinianus die Rückkehr seines Bruders, den er noch nicht einmal in seinem Testament bedachte, hinnehmen musste. Andrea Dandolo deute dies, so Gfrörer, nur so weit wie möglich an, doch „Wer wirklichen Beruf hat, Clio’s Griffel zu führen, schreibt nicht für Thoren, sondern für Gescheidte, für Solche, welche nöthigen Falls zwischen den Zeilen zu lesen verstehen.“ (S. 171).
Pietro Pinton übersetzte und annotierte Gfrörers Werk im Archivio Veneto in den Jahresbänden XII bis XVI. Pintons eigene Darstellung, die erst 1883 erschien, gelangte zu gänzlich anderen, weniger spekulativen Ergebnissen, als Gfrörer. So bezweifelt er, dass Iustinianus als Geisel nach Konstantinopel geschickt worden sei (ebenso wenig wie später Iohannes), wovon die Quellen gar nicht reden, sondern, dass der ältere Dogensohn zu Unterhandlungen dorthin geschickt worden sei (der jüngere als Verbannter). Dabei hielt er Gfrörer vor, er übersehe, dass die angebliche Geisel nach Venedig zurückkehrte, um gegen die Bevorzugung des jüngeren Bruders zu opponieren – auch als schließlich der jüngere Iohannes in die byzantinische Hauptstadt ging, behauptete Gfrörer, wieder als Geisel. Nach Pintons Auffassung habe zwischen der Flottenhilfe und der Anerkennung des neuen Dogen durch den Kaiser kein Zusammenhang bestanden (S. 60). Auch deute Gfrörer die Begriffe „ecclesia“ und „cappella“ anachronistisch, denn Andrea Dandolo selbst gebrauche die beiden Begriffe ohne Unterschied für die Markuskirche. Daraus abzuleiten, die Reliquien seien in einer Seitenkapelle des Dogenpalastes aufbewahrt worden, hielt er für eine Fehlinterpretation. Der Behauptung Gfrörers, Papst Gregor IV. und Kaiser Michael hätten den Missbrauch der Reliquien untersagt, der eine habe demzufolge das Verbergen des Heiligen angeordnet, der andere aus Furcht vor venezianischen Selbstständigkeitsbestrebungen den jüngeren Bruder als Ersatz für Iustinianus vorgesehen, widerlegt Pinton mit der Feststellung, Iustinianus sei sterbenskrank gewesen, und es lasse sich zwischen den Vorgängen kein anderer Zusammenhang konstruieren (S. 58–61).
1861 mutmaßte Francesco Zanotto in seinem Il Palazzo ducale di Venezia, der der Volksversammlung erheblich mehr Einfluss einräumte, dass es erst durch die Erhebung seines jüngeren Sohnes zum Mitdogen zu „bitterem“ Zwist in der Dogenfamilie gekommen sei. Zusammen mit seiner Frau „Felicia o Felicita“ habe sich Iustinianus zurückgezogen, sei aber „durch neuerliche Schwäche“ des alten Dogen zu Lasten seines Bruders nun seinerseits zum Mitdogen erhoben worden. „Wie einige sagen“, wurde die Flotte gegen die Sarazenen von Iohannes geführt, der bereits aus dem Exil in Konstantinopel entlassen worden sei. Aus Sorge, die Entführer der Markusreliquien könnten wegen Missachtung des Verbotes mit Ägypten und Syrien bestraft werden, schickten die Händler, so behauptet Zanotto, dem Dogen ein Ankündigungsschreiben. Einige behaupteten, so Zanotto, erst auf dem Sterbebett habe Iustinianus das schlechte Gewissen gepackt, und er habe seinen Bruder zurückgerufen. Doch bezweifelt der Autor dies, denn bei der Länge der Reise von Konstantinopel nach Venedig habe Iohannes keine Aussicht gehabt, noch rechtzeitig anzukommen.

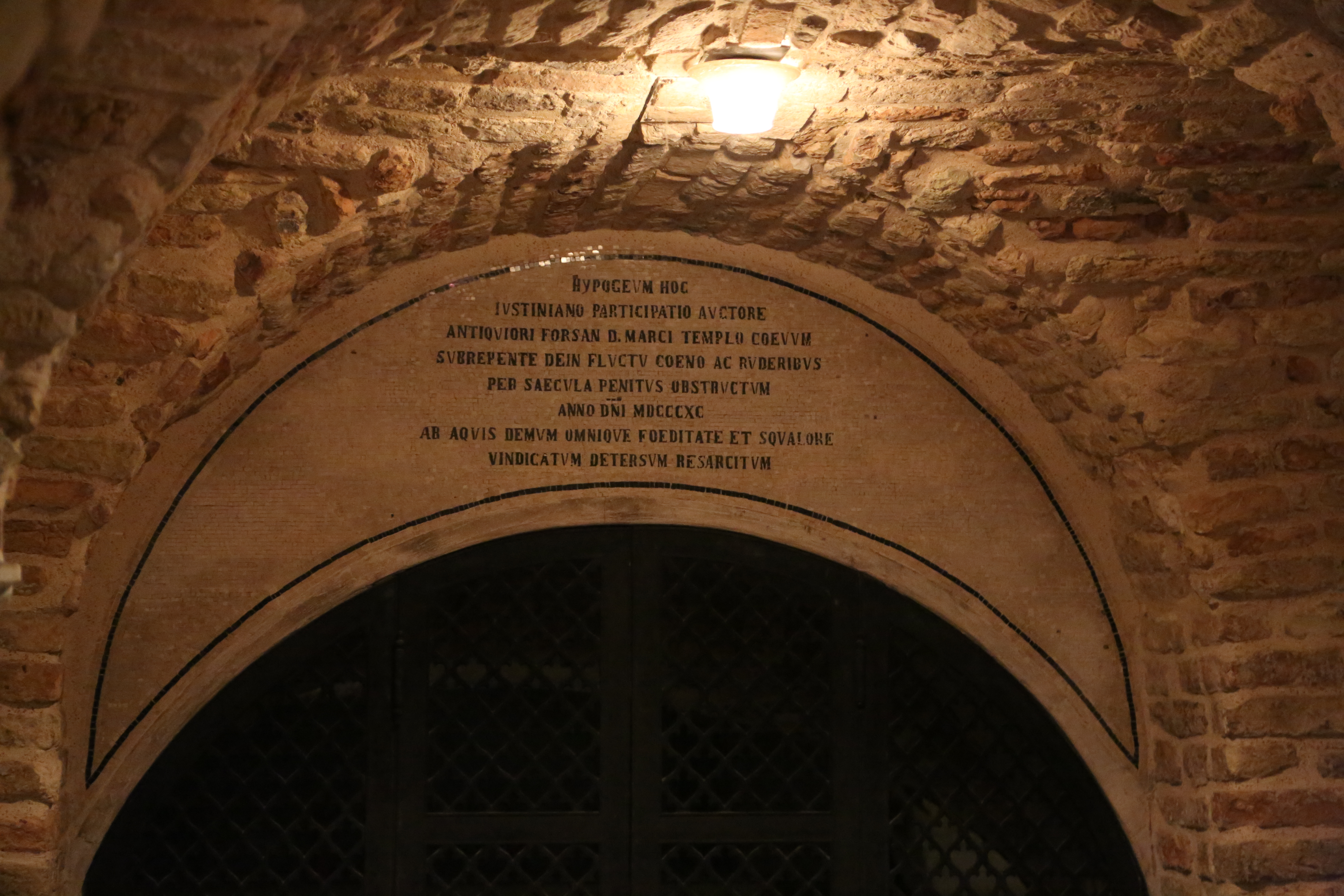
Inschrift von 1890 im Markusdom

Auch Emmanuele Antonio Cicogna äußert 1867 im ersten Band seiner Storia dei Dogi di Venezia die Ansicht, nur der Ehrgeiz, das Dogenamt in der Familie zu halten, habe den ansonsten rechtschaffenen und gütigen Dogen Agnellus blind gemacht. Zudem stand der Wechsel zwischen den Söhnen am Anfang einer Rebellion, die gegen Ende von Agnellos Regierungszeit niedergeschlagen wurde. Der enttäuschte Iustinianus, von seinem jüngeren Bruder verdrängt, habe sich gegen den „allzu nachsichtigen und sprunghaften“ Vater durchgesetzt. Den Schmerz über die erfolglose Bekämpfung der Sarazenen glich die Ankunft der Markusreliquien aus. Auch bei ihm wollte der ‚Sultan‘ die Kirche abreißen, so dass sich die örtlichen Kleriker leicht ‚überzeugen‘ ließen. Auch Cicogna deutet die Kapelle als Bauwerk neben dem Dogenpalast. Und auch er war davon überzeugt, dass Iustinianus seinen jüngeren Bruder aus schlechtem Gewissen kurz vor seinem Tod zurückholte, und ihn sogar noch zu Lebzeiten zum Dogen machte, bevor er 829 starb.
Heinrich Kretschmayr glaubte, Agnellus habe „zum Thronwechsel von 814 seinen Sohn Justinian, von 820 seinen Enkel Agnellus mit dessen griechischer Gemahlin Romana nach Konstantinopel zur Huldigung“ gesandt. Er glaubt, der Sturz des Dogensohnes Iohannes, der später floh und schließlich nach Konstantinopel verbannt wurde, mache klar, dass dieser Sturz von Byzanz seinen Ausgang nahm. Hingegen sei in der Gegenrichtung der ältere Bruder Iustinianus nicht nur mit dem Ehrentitel Hypathos ausgestattet, sondern sein Sohn sogar zum Mitdogen erhoben worden. Zudem habe sich Iustinianus selbst als „Imperialis hypatus et humilis dux Venetiae“ bezeichnet. Entgegen einem byzantinischen Verbot suchten venezianische Händler 828 die ägyptischen Gewässer auf. Kretschmayr sieht in den Flotteneinsätzen in Süditalien und Sizilien geradezu eine „Heerespflicht“ Venedigs, allerdings sei diese ausdrücklich nicht für das Ostmittelmeer nachweisbar. Kretschmayr behauptet sogar, „die Flotte wurde geschlagen“.
1977 schreibt John Julius Norwich in seiner History of Venice, die Venezianer hätten unter der Führung von „Agnello Partecipazio“ die fränkische Invasion unter Pippin im Jahr 810 abgewehrt. Die Venezianer wählten Agnello an Stelle der drei Verräter zum Dogen (S. 23). Dessen Wohnhaus am Campiello della Cason (bei San Canzian) auf Rialto, die Insel, die keiner der kämpfenden Parteien der Vergangenheit angehört hatte, wäre demnach gewissermaßen der erste Dogenpalast an einem endlich neutralen Ort gewesen. Der neue Doge beauftragte Nicolo Ardisonio, die Lidi als Schutz gegen die Adria zu befestigen, Lorenzo Alimpato sollte neue Kanäle graben lassen, sich um die Befestigung der Inseln kümmern. Für die Gebäude hingegen machte Agnello seinen Verwandten Pietro Tradonico verantwortlich. Der Doge sorgte dafür, dass dort, wo der heutige Dogenpalast stand, sein Vorgängergebäude errichtet wurde (S. 28). Doch Agnello, „by far the most enlighted ruler that Venice had yet produced“, erlag am Ende der Versuchung, sein Amt erblich zu machen. Doch die folgenden Erbstreitigkeiten hätten ‚niemals ernsthaft die Sicherheit des Staates gefährdet‘.

### Erzählende Quellen
- La cronaca veneziana del diacono Giovanni, in: Giovanni Monticolo (Hrsg.): Cronache veneziane antichissime (= Fonti per la storia d’Italia [Medio Evo], IX), Rom 1890, S. 59–171, hier: S. 106, 109 (Digitalisat).
- Luigi Andrea Berto (Hrsg.): Giovanni Diacono, Istoria Veneticorum (=Fonti per la Storia dell’Italia medievale. Storici italiani dal Cinquecento al Millecinquecento ad uso delle scuole, 2), Zanichelli, Bologna 1999 (auf Berto basierende Textedition im Archivio della Latinità Italiana del Medioevo (ALIM) der Universität Siena).
- Roberto Cessi (Hrsg.): Origo civitatum Italiae seu Venetiarum (Chron. Altinate et Chron. Gradense), Rom 1933, S. 29, 117, 129.
- Roberto Cessi, Fanny Bennato (Hrsg.): Venetiarum historia vulgo Petro Iustiniano Iustiniani filio adiudicata, Venedig 1964, S. 1, 32–37.
- Ester Pastorello (Hrsg.): Andrea Dandolo, Chronica per extensum descripta aa. 460–1280 d.C., (= Rerum Italicarum Scriptores XII,1), Nicola Zanichelli, Bologna 1938, S. 142–146, Alleinherrschaft S. 146–148. (Digitalisat, S. 142 f.)
- Alberto Limentani (Hrsg.): Martin da Canal, Les estoires de Venise, Olschki, Florenz 1972, S. 16 f. (Text, hrsg. v. Francesca Gambino im Repertorio Informatizzato Antica Letteratura Franco-Italiana).
- Șerban V. Marin (Hrsg.): Gian Giacomo Caroldo. Istorii Veneţiene, Bd. I: De la originile Cetăţii la moartea dogelui Giacopo Tiepolo (1249), Arhivele Naţionale ale României, Bukarest 2008, S. 54–56 (vgl. Historie venete dal principio della città fino all’anno 1382).

### Rechtsetzende Quellen
- Roberto Cessi (Hrsg.): Documenti relativi alla storia di Venezia anteriori al Mille, Padua 1942, Bd. I, n. 44, S. 71–75 („819. Donazione di Agnello e Giustiniano Particiaco all’abbate di S. Servolo, tramutato a S. Ilario“) (Digitalisat), hier: S. 71, 72, 74 sowie n. 53, S. 93–99 (Testament des Dogen), Bd. II, S. 197.
- Luigi Lanfranchi, Bianca Strina (Hrsg.): Ss. Ilario e Benedetto e S. Gregorio, Venedig 1965, S. 8, 10, 21 f.